# Подсереднее
Подсереднее — село в Алексеевском районе Белгородской области. Является административным центром муниципального образования «Подсередненское сельское поселение».

## География
Село Подсереднее расположено в северо-западной, степной части Алексеевского района, на южных меловых отрогах Средне-русской возвышенности, по левобережью Тихой сосны, в 15 км от ближайшей железнодорожной станции и районного центра города Алексеевки.
Улицы:
- Горького, Диканева, Калинина, Ленина, Мичурина, Новая Садовая, Ольминского, Садовая, Свердлова.

## История
Подсереднее основано в конце XVII в. однодворцами — служилыми людьми, которые выполняли воинские обязанности по охране южных российских рубежей и хозяйствовали «одним двором», впоследствии перешли в разряд государственных крестьян. По одной из версий, название пошло от переиначивания названия реки Усердец, близ устья которой находится село. Упоминается в мае 1708 г. в донесении усердского воеводы П. Вердеревского о побеге нескольких местных жителей на Дон к восставшим казакам- булавинцам.
В 1760 г. в Подсереднем построена деревянная церковь с колокольней, к приходу относились хутора Лиман, Муховка, прихожан было свыше 500 человек.
В 1801 г. насчитывалось 72 двора, 381 житель. Село относилось к Иловской волости Бирюченского уезда. В 1859 г. было 94 двора, среди жителей 466 мужчин, 482 женщины.
В 1874 г. вместо обветшавшей построена деревянная Богоявленская церковь, в приходе числилось более 2 тыс. человек.
По переписи 1890 г., насчитывался 131 двор, 1 154 жителя, из них 21 грамотный. Действовали 1 торговое заведение, 11 кустарных мастерских, плодоносили 62 сада, 26 пчеловодов имели 535 ульев. Крестьяне содержали 263 рабочие лошади, 182 коровы, 1 745 овец, 351 свинью. Для хозяйственных нужд служили 2 плуга, 220 сох, 258 телег. В распоряжении местных жителей было 431 десятина надельной, 185 десятин купчей, 748 десятин четвертной земли. В среднем на 1 хозяйство приходилось 10,4 десятины. Издержки в течение года составляли 17 441 руб., доходы превышали 18 тыс. руб. Промыслами занимались 194 человека.
В 1905 г. в Подсереднем было 140 дворов, 1 264 жителя. В 21 пасеке находилось 624 улья.
С апреля 1918 г. Подсереднее — в составе Иловской волости Алексеевского уезда. В ходе всенародного голосования местные жители приняли решение о неприсоединении к Украине.
В 1920 г. работали две школы, там обучались 75 детей, занятия вели 4 учителя. Крестьяне выращивали озимую рожь, озимую и яровую пшеницу, ячмень, овес, просо, гречиху, картофель, подсолнечник, коноплю, овощные культуры.
С января 1923 г. Подсереднее — в пределах Алексеевской волости Острогожского уезда.
В 1927 г. насчитывалось 263 двора, 1 673 жителя.
С июля 1928 г. Подсереднее — центр сельсовета Алексеевского района.
В начале коллективизации местные жители выступили против насильственного объединения подворий, протест был подавлен вооруженным армейским подразделением.
На 1 января 1933 г. насчитывалось 347 дворов, 1 869 жителей, из них в колхозе «Путь к социализму» было занято 1 502 человека.
В годы Великой Отечественной войны на фронтах погибло 185 подсередненцев. В ходе Острогожско-Россошанской операции в январе 1943 г. через село пыталась пробиться оказавшаяся в окружении вражеская группировка. Более суток держал оборону 1002-й полк 305-й стрелковой дивизии и не пропустил противника. В ходе боя погибло 640 солдат и офицеров, в том числе командир полка А. Ф. Диканёв.
В 1947 г. образован фольклорный ансамбль, впоследствии под руководством О. И. Маничкиной получивший всероссийское и международное признание. Этот прославленный коллектив выступал в городах России, Украины, Прибалтики, был участником международных фольклорных фестивалей в Германии и США, достойно представлял самобытную культуру России в Румынии и Италии. Песни ансамбля звучат в документальных фильмах белгородского режиссера Н. Ряполова «Звонкая сторона» и «Вселиственный венок», записаны на пластинки и лазерный диск.
В 1951 и 1952 гг. колхоз отмечен переходящим красным знаменем обкома КПСС и исполкома областного Совета депутатов трудящихся. В хозяйстве трудилось 833 человека, которые возделывали 2 262 га пашни. Получено более 2 млн руб. дохода, на трудодень 3 выдавали по 2,7 кг зерна, по 2 кг картофеля, значительное количество подсолнечника, фуража, а также по 3 руб. 16 коп.
В 1965 г. колхоз перешел в разряд производственного участка свиноводческого спецхоза имени Чапаева с центром в с. Иловке. Включен в состав Иловского сельсовета. В селе завершена электрификация.
На 1 января 1971 г. насчитывалось 495 дворов, 2 064 жителя
В 1973 г. торжественно открыт обелиск, установленный на месте завершения Острогожско-Россошанской операции. В октябре того же года открыт музей революционера и публициста М. С. Ольминского.
С 1993 г. Подсереднее — центр сельского округа.
В 1995 г. реконструирован мемориал и установлен памятник на братской могиле воинов, павших при освобождении села в январе 1943 г.
На конец 1996 г. в Подсереднем было 538 дворов, 1 421 житель.

## Население
| 1859  | 1897  | 2002  | 2007  | 2010  | 2012  | 2013  |
| ----- | ----- | ----- | ----- | ----- | ----- | ----- |
| 948   | ↗1199 | ↗1291 | ↘1254 | ↗1260 | ↗1271 | ↗1289 |
| 2014  | 2015  | 2016  |       |       |       |       |
| ↗1310 | ↘1285 | ↘1284 |       |       |       |       |

## Образование и культура
В селе действует Муниципальное бюджетное общеобразовательное учреждение «Подсередненская средняя общеобразовательная школа».
Работает «Музей истории села Подсереднее» (до 2017 года — Музей народного творчества, а первоначально — Дом-музей М. С. Ольминского. Расположен в доме, где видный революционный деятель провёл свои детские годы и неоднократно посещал его на протяжении жизни.

## Религия
В селе действует храм Богоявления Господня Валуйско-Алексеевской епархии.

### Памятники и мемориалы
Братская могила 640 советских воинов, погибших в боях с фашистскими захватчиками в 1943 году.
Памятное место завершения Острогожско-Россошанской операции в годы Великой Отечественной войны. Объект культурного наследия регионального значения. Обелиск расположен при въезде в село Подсереднее, в 500 метрах от села, у автодороги регионального значения Белгородской области Иловка — Казацкое (Иловка — Стрелецкое). Памятник открыт в 1974 году.

## Известные уроженцы
- Литовкин Владимир Николаевич - заслуженный житель села, который добился прокладки железной дороги
- Ярцев, Максим Михайлович (1914—1977) — Герой Социалистического Труда.